# Tosan Evbuomwan
Torisesan "Tosan" Evbuomwan, né le 16 février 2001 à Newcastle en Angleterre, est un joueur britannique de basket-ball évoluant aux postes d'ailier et ailier fort. 

## Biographie

### Carrière universitaire
Entre 2019 et 2023, il joue pour les Tigers de Princeton.

### Carrière professionnelle
Fin janvier 2024, il signe un contrat de 10 jours en faveur des Grizzlies de Memphis.
Mi-février 2024, il signe pour 10 jours avec les Pistons de Détroit. Fin février 2024, son contrat est converti en un contrat two-way.
Le 1er janvier 2025, il signe un contrat two-way avec les Nets de Brooklyn.

## Statistiques

### Universitaires
| Saison    | Équipe    | Matchs | Titul. | Min./m | % Tir | % 3pts | % LF | Rbds/m. | Pass/m. | Int/m. | Ctr/m. | Pts/m. |
| --------- | --------- | ------ | ------ | ------ | ----- | ------ | ---- | ------- | ------- | ------ | ------ | ------ |
| 2019-2020 | Princeton | 25     | 19     | 14,8   | 52,6  | 26,7   | 51,6 | 1,92    | 0,92    | 0,52   | 0,36   | 4,08   |
| 2020-2021 | Princeton | -      | -      | -      | -     | -      | -    | -       | -       | -      | -      | -      |
| 2021-2022 | Princeton | 28     | 27     | 30,0   | 54,1  | 11,8   | 56,4 | 6,68    | 5,07    | 1,43   | 0,32   | 16,04  |
| 2022-2023 | Princeton | 32     | 32     | 31,4   | 51,5  | 32,4   | 65,5 | 6,28    | 4,88    | 0,75   | 0,56   | 15,06  |
| Carrière  | Carrière  | 85     | 78     | 26,1   | 52,8  | 25,8   | 60,2 | 5,13    | 3,78    | 0,91   | 0,42   | 12,15  |

## Distinctions personnelles
- Ivy League Player of the Year (2022)
- 2× First-team All-Ivy League (2022, 2023)